# Стрелкова, Екатерина Александровна
Екатерина Александровна Стрелкова (род. 10 декабря 1995) — российская шорт-трекистка, мастер спорта (2014), мастер спорта международного класса (2015). Выступала за «Динамо» (Омск), УОР (Омск) и Омскую область.

## Спортивная карьера
Екатерина Стрелкова родилась 10 декабря 1995 года в Омске. Занималась с 2011 года под руководством тренера Анатолия Брасалина. Неоднократно поднималась на пьедестал чемпионатов России: 5 золотых медалей (2011-2015 - эстафета 3000 м)), одна серебряная медаль (2014 — 1500 м) и одна бронзовая медаль (2014—1000 м).
В 2011 году она участвовала на юниорском чемпионате мира в Мельбурне и с командой заняла третье место в эстафете. Через год вновь выиграла бронзу в эстафете на чемпионате мира среди юниоров в Варшаве и в многоборье заняла 12-е место. В 2014 году в Эрзуруме она поднялась на 8-е место в личном зачёте и на 4-е в эстафете.
Екатерина Стрелкова дебютировала в сборной в 2014 году на Кубке мира в начале сезона 2014/2015 в Солт-Лейк-Сити заняла 16-е место на дистанции 1500 м и 10-е на 1000 м. Позднее в этом же сезоне она занимала третьи места в эстафете в Монреале и Сеуле. В январе 2015 года на чемпионате Европы в Дордрехта выиграла золотую медаль в эстафете. 
В феврале на юниорском чемпионате мира в Осаке выиграла бронзу в беге на 1500 м и серебро в эстафете, а в общем зачёте стала 5-й. Тогда же на Кубке мира в Эрзуруме она заняла 4-е место в беге на 1500 м. В октябре на Кубке мира в Монреале завоевала бронзу в эстафете. В январе 2016 года на чемпионате Европы 2016 в Сочи она завоевала серебро в эстафете. 
В конце февраля Екатерина Стрелкова и ещё Екатерина Константинова и Татьяна Бородулина были под подозрением положительной пробы на мельдоний (милдронат). Все трое были выведены из состава сборной и не поехали на чемпионат мира в Сеул. В октября 2016 года она участвовала на турнире в Бормио "Трофей Альта Вальтеллина" и заняла 7-е место в общем зачёте.